# Sycze (przystanek kolejowy)
Sycze – przystanek na linii kolejowej Siedlce-Czeremcha położony w miejscowości Sycze, w województwie podlaskim, w Polsce. W pobliżu znajduje się góra Grabarka z cerkwią.

## Ruch pasażerski
| Rok  | Wymiana pasażerska na dobę |
| ---- | -------------------------- |
| 2017 | 0-9                        |
| 2022 | 0-9                        |

## Połączenia

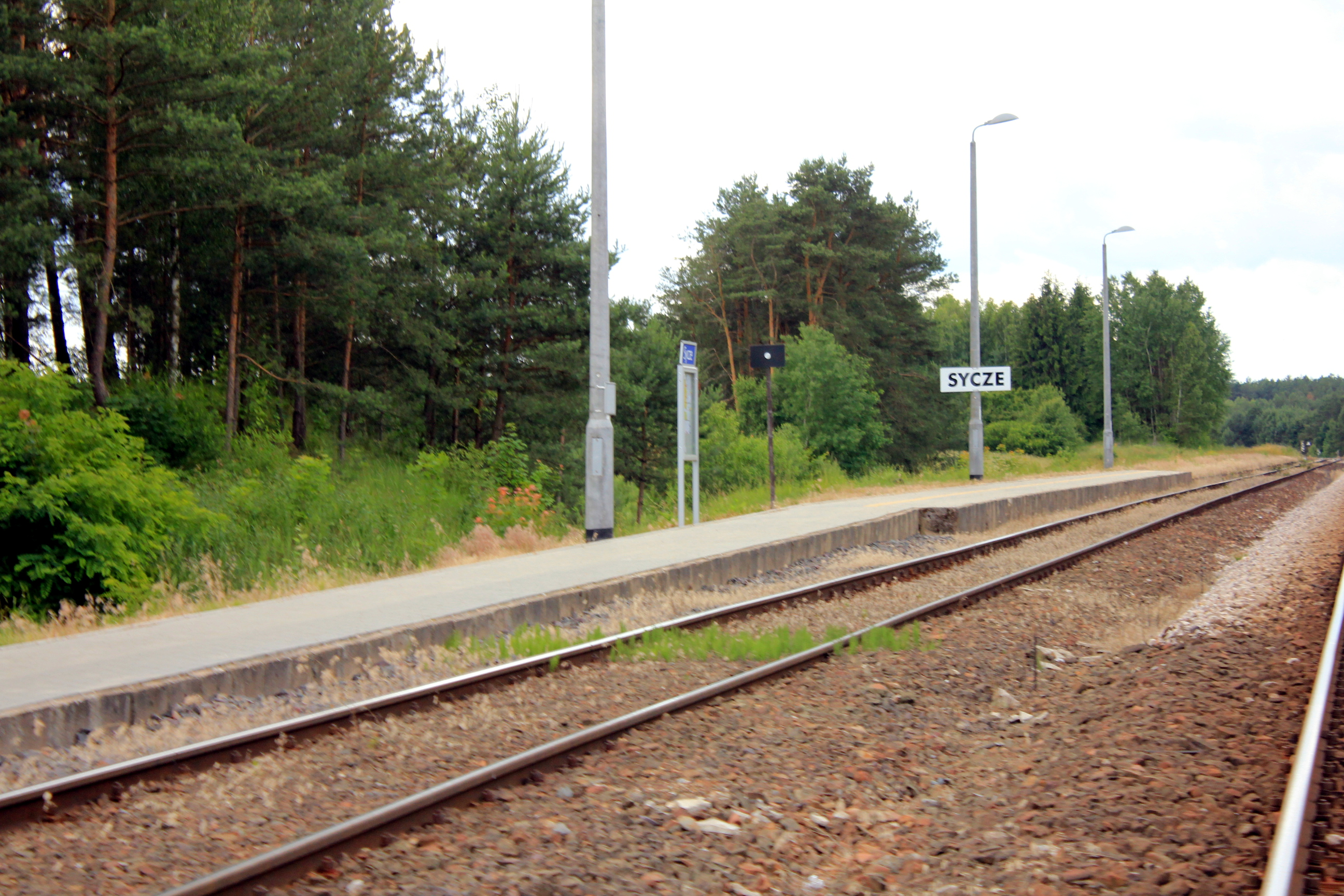
Przystanek kolejowy Sycze, 2014

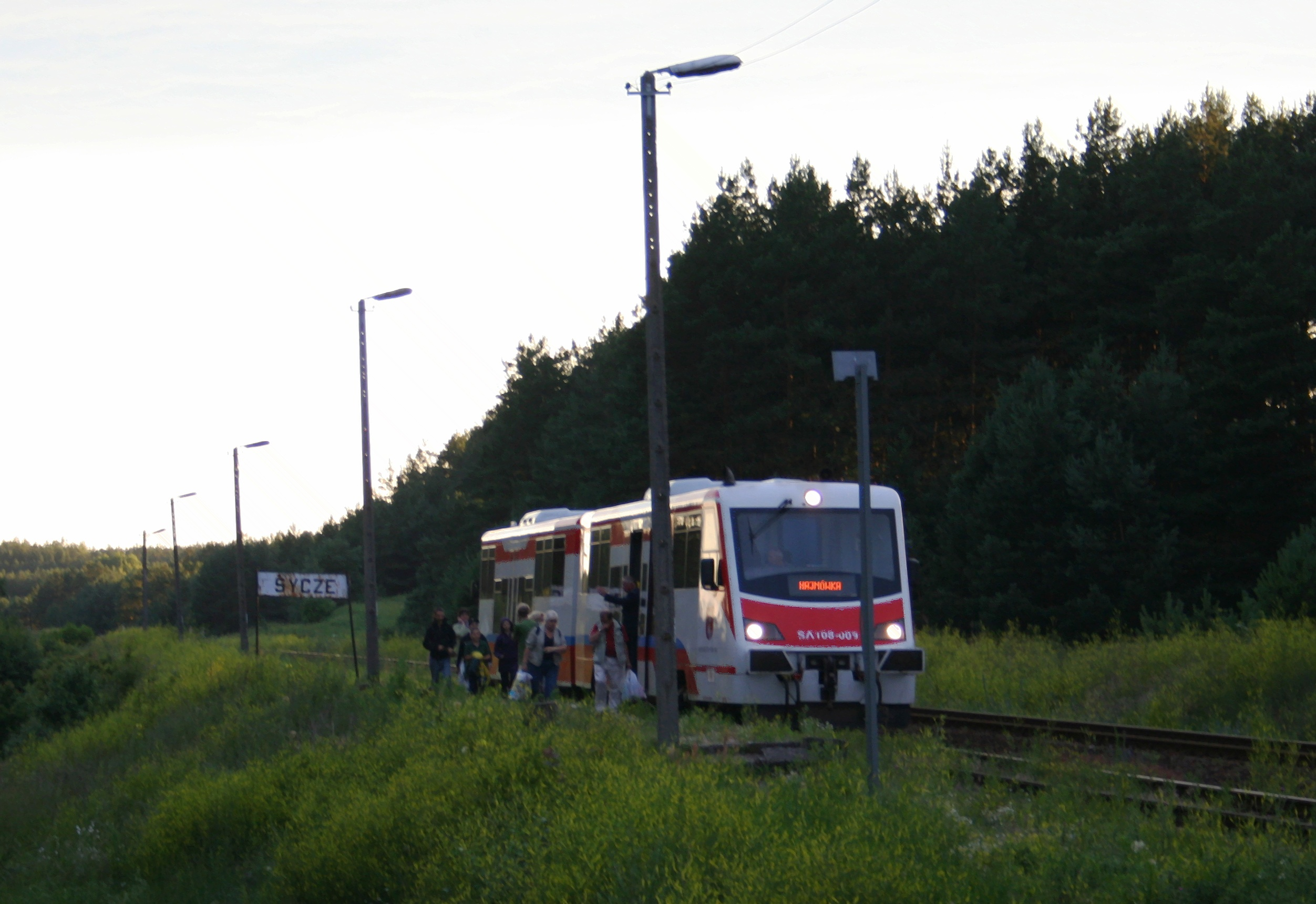
Szynobus SA108-009 na peronie stacji Sycze do Hajnówki

- Czeremcha
- Hajnówka
- Siedlce
- Tłuszcz